# Maurice-Emile Blieck
Pour les articles homonymes, voir Blieck.
Ne pas confondre avec Maurice Blieck
Maurice-Emile Blieck est un graveur belge né le 27 décembre 1878 et mort le 24 juillet 1905. Il a également été trésorier de la commune de Schaerbeek.

## Biographie
Maurice-Emile Blieck est né le 27 décembre 1878 à Saint-Josse-ten-Noode. Fils du commis originaire d'Ypres, Emile Blieck, et d'Elisa Wiquelin, il épouse Marie-Bertha Denayer le 24 juillet 1905 à Schaerbeek ; ils ont ensemble un fils, René Blieck.

### Carrière
En 1913, il abandonne sa fonction de trésorier de Schaerbeek pour se consacrer à sa carrière d'artiste. Avant cette date il se faisait déjà régulièrement remarquer pour son talent en dessin.
Il grave des paysages, des paysages urbains et des imprimés occasionnels tels que des menus et des imprimés de dévotion. En 1913, il publie un dossier contenant 25 eaux-fortes sur Ypres. Après la guerre, il réalise plusieurs gravures de la ville aujourd'hui détruite.
Vers 1920, il constitue un dossier d'eaux-fortes intitulé Quelques pièces du vieux Schaerbeek. Il immortalise également des lieux pittoresques d'autres villes dans des gravures : Bruges, Gand, Anvers, Malines, La Panne, Furnes, Dixmude, Houffalize, Laroche, Bastogne, Paris, Genève, Nimègue, Dordrecht, Rotterdam…
Il enseigne quelque temps des cours du soir à l'École des Arts Décoratifs de Schaerbeek.